# Дзелмес
Дзе́лмес (латыш. Dzelmes) — населённый пункт в Лиелвардском крае Латвии. Входит в состав Юмправской волости. Находится на правом берегу Западной Двины у главной автодороги A6.
По данным на 2018 год, в населённом пункте проживало 152 человека. Есть лютеранская церковь, магазин, АЗС.

## История
Ранее населённый пункт был центром поместья Лиелюмправа (Гросс-Юнгфернгоф).
В советское время населённый пункт входил в состав Юмправского сельсовета Огрского района. В селе располагалась центральная усадьба колхоза им. Мичурина.